# Masirana kuramotoi
Masirana kuramotoi là một loài nhện trong họ Leptonetidae.
Loài này thuộc chi Masirana. Masirana kuramotoi được T. Komatsu miêu tả năm 1974.